# 12世紀ルネサンス
12世紀ルネサンス（じゅうにせいきルネサンス、英語：Renaissance of 12th Century）は、ヨーロッパ中世の12世紀にも、ルネサンス同様に古典文化の復興と文化の高揚が見られるとして使われる言葉である。
14世紀頃、イタリアでルネサンスの文化運動が始まり、やがて周辺国に影響を及ぼしていった。一方でルネサンス以前の中世は暗黒時代とみなされ、中世とルネサンスの間に断絶があると考えられてきた。こうした従来の中世観・ルネサンス観を相対化し、中世・近世・近代の連続性を強調して中世の再評価を図ろうとするのが12世紀ルネサンス論である。
アメリカの歴史家チャールズ・ホーマー・ハスキンズ（Charles Homer Haskins 1870年-1937年）が『12世紀ルネサンス』（The Renaissance of the twelfth century,1927年）の中で提唱し、現在では様々な面から12世紀の文化が再評価されている。古典の文化がイスラム・ビザンツの文化を経由してヨーロッパに伝えられ、大きな刺激を与えた。また哲学・美術・文学など様々な分野で新しい動きがみられた。英国ケンブリッジ大の中世科学史学者のセブ・フォークは中世キリスト教の教会が神が創造した世界の理解と探求のために科学的書物の研究や編集を奨励、学者の異動を援助し、大学の誕生に貢献したとする。

## 12世紀ルネサンスの諸相

### 大翻訳時代
- 翻訳活動の中心地
  - シチリア王国の首都パレルモ。
    - ルッジェーロ2世によりオートヴィル朝のノルマン系シチリア王国が1130年に成立し、パレルモはその都となる。
    - フェデリーコ2世の宮廷でイスラム（アラビア語）やビザンツ（ギリシャ語）の文献がラテン語に翻訳された。

  - カスティーリャ王国（スペイン）の都市トレド。
    - レコンキスタの進展により1085年にカスティーリャ国王アルフォンソ6世がイスラム勢力から奪還。
    - トレド大司教ライムンド（スペイン語版）の支援により「トレド翻訳学派」と呼ばれるグループが形成され翻訳に従事。
- 主な翻訳者と訳書（ラテン語への翻訳（英語版））。
  - アラビア語から
    - クレモナのジェラルド
      - プトレマイオス『アルマゲスト』
      - アリストテレス『分析論後書』『天体論』『気象論』（第一から三巻）
      - アルキメデス『円の求蹟』
      - アル＝フワーリズミー『代数学』
      - アル＝キンディー『五本質論』
      - イブン・スィーナー『医学典範』
      - ヒポクラテス『箴言』
      - ガレノス『テグニ』など

    - カリンティアのヘルマン
      - エウクレイデス『原論』など

    - バースのアデラード
      - エウクレイデス『原論』
      - アル=フワーリズミー『インド数学について』『天文表』など

    - チェスターのロバート
      - 『クルアーン』
      - アル=フワーリズミー『天文表』など

    - セビリャのフアン
      - アル＝キンディー『知性論』
      - アル＝ファルガーニー『天の運動について』
      - イブン・スィーナー『治癒の書』（哲学的自然的部分）
      - アル＝ガッザーリー『哲学者たちの意図』など

    - ドミンゴ・グンディサルボ
      - アル＝ファーラービー『諸学総覧』

  - ギリシア語から
    - ヘンリクス・アリスティップス
      - アリストテレス『気象論』（第四巻）
      - プラトン『メノン』『パイドン』など

    - ヴェネツィアのジャコモ
      - アリストテレス『分析論前書』『分析論後書』『トピカ』など

    - サレルノのエルマンノ
      - エウクレイデス『光学』『反射光学』『与件』など

    - ピサのブルグンディオ
      - ヒポクラテス『箴言』
      - ガレノス『テグニ』など

### 学問の隆盛
- アベラール（1079年-1142年）の弁証論（唯名論）がスコラ学の基礎を作り、のちトマス・アクィナス（1224年頃-1274年）により大成された。
- 大学が各地に作られた（11世紀末のボローニャ大学、12世紀のパリ大学、オックスフォード大学）。
- シャルトル大聖堂の附属学校では古代の自由学芸（リベラル・アーツ artes liberale 文法、論理学、修辞学、算術、幾何、天文、音楽の7科目）を基盤に、プラトンの思想と聖書の思想を統合しようとした（「シャルトル学派」といわれる）。

### ロマネスク美術からゴシック美術へ
- 古代ローマ帝国時代の遺跡が多く残っていたプロヴァンス地方において、特徴的なロマネスク建築・彫刻が造られた（特にサン・ジル）。
- ゴシック建築のはじまり（サン＝ドニ修道院、1144年）

### 文学など
- 騎士道物語が盛んになった。宮廷で吟遊詩人が騎士の武勲や恋愛の物語を語り伝えた。
  - イングランドでは1136年頃の「ブリテン王列伝」で「アーサー王物語」がまとめられた。
  - フランスでは1100年頃「ローランの歌」、また「トリスタンとイゾルデ」の物語がまとめられた。
  - ドイツでは13世紀初頭に「ニーベルンゲンの歌」がまとめられた。
- 教会音楽の発展が見られ、12-13世紀にかけてポリフォニーが発達した。

## 日本語書籍
- チャールズ・H・ハスキンズ、別宮貞徳、朝倉文市訳「十二世紀ルネサンス」みすず書房、1989年、新版2007年ほか
  - 「十二世紀のルネサンス　ヨーロッパの目覚め」同訳、講談社学術文庫、2017年
  - 「十二世紀ルネサンス」野口洋二訳、創文社〈名著翻訳叢書〉、1985年。別訳
- ハスキンズ『大学の起源』青木靖三、三浦常司訳、八坂書房、2009年
- 伊東俊太郎「十二世紀ルネサンス　西欧世界へのアラビア文明の影響」講談社学術文庫、2006年 　
  - 「伊東俊太郎著作集」〈麗澤大学出版局〉にも収録。
- ジャック・ヴェルジェ、野口洋二訳「入門 十二世紀ルネサンス」創文社、2001年
- 「十二世紀ルネサンス　修道士、学者、そしてヨーロッパ精神の形成」
デイヴィッド・ラスカム　鶴島博和ほか編訳、慶應義塾大学出版会　2000年